# Kolobopetalum auriculatum
Kolobopetalum auriculatum là một loài thực vật có hoa trong họ Biển bức cát. Loài này được Engl. mô tả khoa học đầu tiên năm 1899.